# Wer sucht die Pracht, wer wünscht den Glanz, BWV 221
 Wer sucht die Pracht, wer wünscht den Glanz, BWV 221 (Que busca l'esplendor, que desitja la brillantor) és una cantata – atribuïda inicialment a Johann Sebastian Bach. Tant l'autor del llibret com el de la músic són desconeguts. En el catàleg de Bach correspon a 221/Anh. II 23.

## Discografia seleccionada
- The Apocryphal Bach Cantatas BWV 217-222. Wolfgang Helbich, Steintor Barock Bremen, Alsfelder Vokalensemble, Harry Geraerts, Philip Langshaw. (CPO), 1992.